# Hamburg-Köln-Express
Hamburg-Köln-Express (HKX) war eine Zuggattung, die ab 2012 Hamburg-Altona mit Köln Hauptbahnhof verband. Nach April 2018 verkehrten die Züge unter dem Namen Flixtrain für das Unternehmen Flixmobility.

## Geschichte
Im Oktober 2009 entstand das Unternehmen Hamburg-Köln-Express GmbH als Joint Venture zwischen der RDC Deutschland (Anteil 75 Prozent), Locomore rail GmbH & Co. KG (17,5 Prozent) und dem britisch-kanadischen Eisenbahninvestor Michael Schabas (7,5 Prozent).
Die Achse Hamburg–Köln sei nach Unternehmensangaben aus intensiven Marktanalysen hervorgegangen. Dafür hätten das wirtschaftliche und touristische Potential der beiden Regionen gesprochen. Gegen Regionen wie das Rhein-Main-Gebiet oder Berlin hätten dagegen deren Anbindung durch Hochgeschwindigkeitsstrecken gestanden, auf denen die Deutsche Bahn schneller unterwegs sei. Das Unternehmen plante ursprünglich, ab August 2010 Fernverkehrszüge zwischen Köln und Hamburg anzubieten. Im April 2010 kündigte es an, die Strecke erst ab April 2011 mit drei täglichen Zugpaaren zu bedienen. Als Grund für die Verzögerungen gab das Unternehmen die Unsicherheit, ob die bestellten Trassen zugeteilt würden, an. Darüber hinaus sei es bei vier der sechs bestellten Trassen zu Trassenkonflikten mit der ebenfalls auf dieser Relation antretenden SNCF-Tochter Keolis gekommen. Nachdem Keolis im April 2010 ihre Rahmenvertragsanmeldungen zurückgezogen hatte, konnte im Juni 2010 ein Rahmenvertrag mit der DB Netz abgeschlossen werden. Er hat eine Laufzeit bis Dezember 2015.
Im März 2011 gab HKX bekannt, eine Beschwerde gegen das neue Stationspreissystem bei der Bundesnetzagentur eingelegt zu haben, da sich hierbei eine Kostensteigerung für HKX von 135 Prozent beziehungsweise 500.000 Euro jährlich ergeben würde.
Ende Mai 2011 hat die Bundesnetzagentur die DB-Tochter Station&Service angewiesen, die Stationspreis-Erhöhung von 135 Prozent zurückzunehmen. Die Stationspreise dürfen, ebenso wie für die Deutsche Bahn, nur um 18 Prozent steigen.
Mitte 2011 war die Betriebsaufnahme noch für den 1. September 2011 geplant. Aufgrund von Verzögerungen bei der Aufarbeitung der Wagen und der Zulassung durch das Eisenbahn-Bundesamt kam es zur Verschiebung des Starttermins. Der erste HKX-Zug startete schließlich am Montag, den 23. Juli 2012 um 6:35 Uhr im Bahnhof Hamburg-Altona Richtung Köln Hbf.
Das Unternehmen hatte nach eigenen Angaben bis Mitte 2012 rund 16 Millionen Euro investiert. 2012 sollten zwei bis drei Millionen Euro Umsatz erzielt werden. Nach Unternehmensangaben sei zunächst mit dem Dreifachen geplant worden, da jedoch die zu Grunde gelegten Fahrzeuge fehlten, würde das Unternehmen zunächst Verluste schreiben. Das Unternehmen beschäftigte zum Start 40 Mitarbeiter. Nach Unternehmensangaben wurden 30 bis 40 Prozent der Erlöse zur Deckung der Infrastrukturgebühren (ohne Traktionsenergie) verwendet. Dazu zählen insbesondere Trassen- und Stationsgebühren.
Das Unternehmen beabsichtigte noch Mitte 2013, im gleichen Jahr profitabel zu werden. Um wirtschaftlich arbeiten zu können, benötige das Unternehmen nach eigenen Angaben eine Auslastung von 70 Prozent. Dies gelang jedoch nicht, da die Bilanz 2013 einen Jahresfehlbetrag von 11,6 Millionen Euro auswies. Im ersten halben Betriebsjahr 2013 hat das Unternehmen nach eigenen Angaben 150.000 Personen in 700 Zügen befördert und damit Erlöse von mehr als drei Millionen Euro erzielt. 80 bis 90 Prozent der Züge hätten ihr Ziel pünktlich erreicht. Im Juni 2014 verließ die Geschäftsführerin Eva Kreienkamp das Unternehmen. Als alleiniger Geschäftsführer verblieb damit Carsten Carstensen.
Für das Fahrplanjahr 2016 meldete HKX zusätzlich zu den bestehenden Verkehren Trassen auf der linken Rheinstrecke zwischen Köln und Frankfurt (Main) an. Aufgrund von Überholungen und der hohen Auslastung der Strecke mussten täglich sechs Züge (drei je Fahrtrichtung) der trans-regio-Linie MRB 26 mehrere Stationen ohne Halt durchfahren.
Ab dem 1. September 2016 verkehrten alle HKX-Züge wieder nurmehr auf ihrem namensgebenden Abschnitt zwischen Hamburg und Köln, aufgrund der schwachen Nachfrage am Donnerstag aber nur noch von Freitag bis Montag. Mit dem Fahrplanwechsel 2016/17 fiel auch der Montag weg und der Samstag wurde nur im Sommer (Südrichtung) bzw. Frühling, Sommer und Herbst (Nordrichtung) bedient.
Vom 4. Oktober 2017 bis zum 21. Dezember 2017 pausierte der Fernverkehrszug.

### Neustart unter der Marke Flixtrain
Ab dem 22. Dezember 2017 bis zum 2. Januar 2018 fuhren wieder HKX-Züge in Kooperation für Flixbus, anschließend wurde der Verkehr ab dem 3. Januar 2018 erneut eingestellt.
Nach dem 23. März 2018 an verkehrten die Züge einmal täglich außer mittwochs im Design von Flixtrain, die auch den Fahrkartenvertrieb übernahm. Der Betrieb der Züge für Flixmobility wurde durch RDC Deutschland, eine Tochter der Railroad Development Corporation und Schwestergesellschaft der HKX GmbH, sichergestellt. Die HKX GmbH stellte nach 9 Verlustjahren den operativen Betrieb ein.

## Angebot des ehemaligen HKX

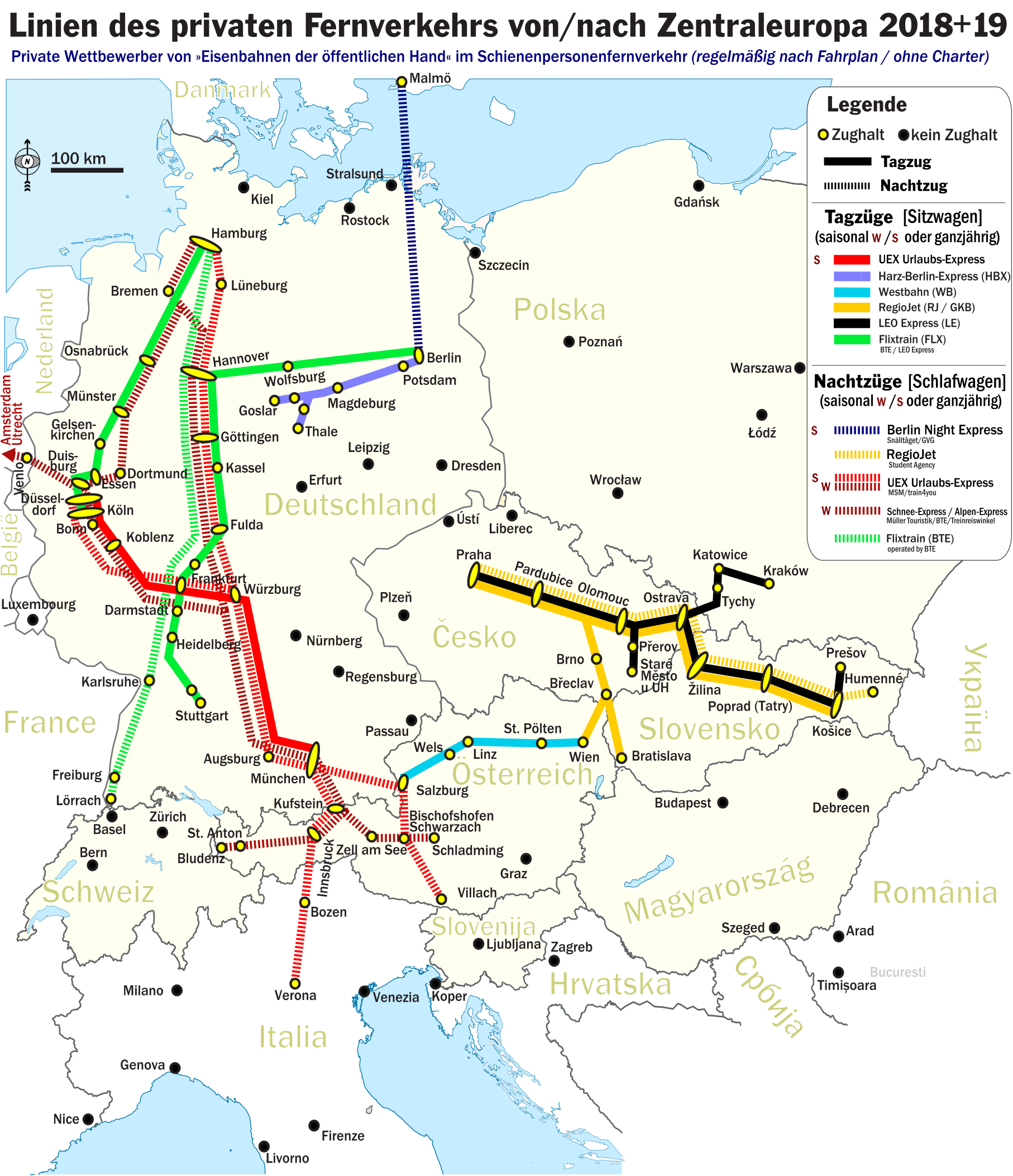
Route des HKX (grün, westliche Strecke)

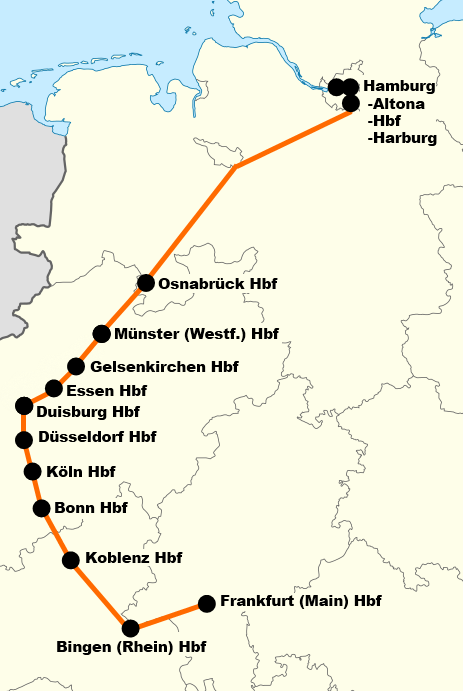
Route des HKX vom 13. Dezember 2015 bis zum 31. August 2016

Während HKX das Servicepersonal der Züge stellte, erfolgte die Durchführung des Betriebs bis Dezember 2015 durch Transdev. Mit dem Fahrplanwechsel am 13. Dezember 2015 übernahm BahnTouristikExpress diese Aufgabe.
Der HKX hielt zwischen Hamburg-Altona und Köln Hauptbahnhof nur in Hamburg Hauptbahnhof, Hamburg-Harburg sowie an den Hauptbahnhöfen von Osnabrück, Münster, Gelsenkirchen, Essen, Duisburg und Düsseldorf. Ein ursprünglich geplanter Halt in Sagehorn nahe Bremen wurde nicht realisiert. Hier wurde die kürzere Güterumgehung Bremen befahren.
Ab dem Fahrplanwechsel am 13. Dezember 2015 verkehrte der HKX teilweise über Köln hinaus: Nach Halten an den Hauptbahnhöfen von Bonn, Koblenz und Bingen wurde Frankfurt am Main erreicht. Etwa acht Monate später wurde die Verlängerung jedoch mangels Nachfrage eingestellt, ab Anfang September 2016 war Köln wieder Endstation aller Züge.
Nachdem HKX zu Beginn bis zu drei Zugpaare pro Tag zwischen Hamburg und Köln anbot (im Sommer 2015 waren es nur noch bis zu zwei Verbindungen je Tag und Richtung), gab es ab dem 1. Mai 2016 nur noch von Freitag bis Montag Verbindungen. Lediglich am Donnerstag und Samstag fuhren Züge von Frankfurt, in Gegenrichtung verkehrte freitags und am Montag ein Zug zum Main. Zwischen Hamburg und Köln fährt von Donnerstag bis Montag ein HKX-Zugpaar am Tag. Zum 1. September 2016 entfiel die Fahrt am Donnerstag und ab dem 11. Dezember auch am Montag.
Die Reisezeit betrug von Hamburg Hauptbahnhof nach Köln Hauptbahnhof knapp über vier Stunden; von Köln nach Frankfurt Hauptbahnhof waren es etwa zwei Stunden 30 Minuten. Die Gesamtreisezeit zwischen Hamburg-Altona und Frankfurt Hauptbahnhof betrug rund sieben Stunden. Der Fahrplan des HKX war für eine Höchstgeschwindigkeit von 160 km/h ausgelegt. Da auf Umwege via Bremen oder Dortmund verzichtet wurde und der Zug nur an ausgewählten Stationen hielt, ergab sich zwischen Hamburg und Köln bisweilen ein Zeitgewinn gegenüber den Fernzügen der Deutschen Bahn. Zwischen Köln und Frankfurt war der HKX hingegen deutlich langsamer als ein Intercity-Express gewesen; der ICE benötigt über die Schnellfahrstrecke Köln–Rhein/Main lediglich knapp über eine Stunde. Das Logo des HKX wurde mit Einführung der Verlängerung nach Hessen überarbeitet, statt des ausgeschriebenen Namens Hamburg/Köln/Express fand der Werbespruch Zug/und/gut Verwendung.
Während des Sommerfahrplans 2014 gab es auch durchgehende Züge von Westerland auf Sylt. Der HKX fuhr dabei bis Hamburg-Altona als Regionalexpress der Nord-Ostsee-Bahn, deren Wagenmaterial damals ohnehin für viele HKX-Fahrten genutzt wurde.

## Tarif (bis 2018)

### Fahrkarten nach HKX-Tarif
Bei Buchung einer HKX-Fahrkarte wird nur eine Wagenklasse angeboten („Basic“), diese kann an Bord des Zuges in ein Erste-Klasse-Ticket („HKX+ Ticket“) hochgestuft werden.
Die HKX-Fahrkarten sind an den gebuchten Zug gebunden und enthalten eine Sitzplatzreservierung. Mehrere Wagen der Zugverbünde sind Fahrgästen mit Reservierung vorbehalten. Snacks und Getränke können bei einem Catering-Abteil im Zug erworben werden. Die Fahrradmitnahme ist bei Vorausbuchung gegen Aufpreis möglich, soweit die Platzverhältnisse dies zulassen.
HKX-Fahrkarten können über Fahrkartenverkaufsstellen sowie Fahrkartenautomaten vieler Verkehrsunternehmen, in ausgewählten Reisebüros, online über die HKX-Website sowie im Zug erworben werden.
Das Unternehmen kündigte bei Betriebsbeginn an, in den ersten Betriebswochen Kampfpreise von 20, 40 oder 60 Euro auf der Relation Hamburg–Köln anzubieten. Anschließend solle es eine variable, nachfrageorientierte Preisgestaltung geben. Eine HKX-Einzelfahrkarte für die Relation Köln–Hamburg oder umgekehrt kostete bis 30. September 2012 zwischen 20 und 60 Euro. Zum 1. Oktober 2012 wurde der Maximalpreis auf 68 Euro erhöht. Der Normalpreis der Deutschen Bahn beträgt hingegen ohne Bahncard-Ermäßigung im Intercity 83 Euro und im Intercity-Express 92 Euro.

### Gültigkeit von Fahrkarten der Deutschen Bahn
Zum 1. Februar 2015 änderte HKX sein Tarifkonzept. Seither zählte die Verbindung nicht mehr als Fernverkehr, sondern als eigenwirtschaftlicher Zug des Nahverkehrs. Hierfür wurde zuvor ein Antrag beim Tarifverband der Bundeseigenen und Nichtbundeseigenen Eisenbahnen in Deutschland gestellt. Dadurch waren die Züge auch mit allen Fahrkarten der Deutschen Bahn benutzbar. Dagegen waren Verbundfahrkarten und solche nach dem Niedersachsentarif sowie dem NRW-Tarif, darunter auch die beiden Ländertickets NRW-Ticket und Niedersachsen-Ticket, nicht gültig.
Sitzplatzreservierungen waren bei Benutzung von Fahrkarten der Deutschen Bahn nicht möglich, allerdings standen in jedem Zug mehrere Wagen für Fahrgäste ohne Reservierung zur Verfügung. Hierbei wird – anders als beim HKX-Haustarif – zwischen Erster und Zweiter Klasse unterschieden. Die Erste Klasse ist unter der Bezeichnung HKX+ gegen einen entfernungsabhängigen Aufpreis in Höhe von 10, 20 oder 30 € auch im Zug erhältlich, ein „Upgrade“ ist jedoch auch hier nicht in Verbindung mit DB-Fahrausweisen (der zweiten Klasse) zulässig.
Mit der Anerkennung von DB-Fahrkarten sollte insbesondere auch Reisenden mit Zielen abseits der HKX-Strecke die Nutzung des Hamburg-Köln-Expresses ermöglicht werden. Als Vorbild für dieses Tarifkonzept gelten eigenwirtschaftlich betriebene Interregio-Express-Züge der Deutschen Bahn. Als Begründung gilt auch die starke Konkurrenz durch die Fernlinienbusse, deren Netz seit Anfang 2013 stark gewachsen ist.
Zum 1. September 2016 endete die gegenseitige Anerkennung von Fahrscheinen zwischen HKX und der Deutschen Bahn aufgrund von Schwierigkeiten bei der Vereinbarkeit unterschiedlicher Tarifbedingungen zur Sitzplatzreservierung ersatzlos.
Die unentgeltliche Beförderung von Schwerbehinderten in den Zügen des HKX erfolgte gemäß den Regelungen der §§ 145ff. des Neunten Buches Sozialgesetzbuch (SGB IX) zwischen dem 1. Februar 2015 und dem 31. August 2016. Eine Begleitperson war auch danach kostenlos.

## Fahrzeuge

### Bis 2018

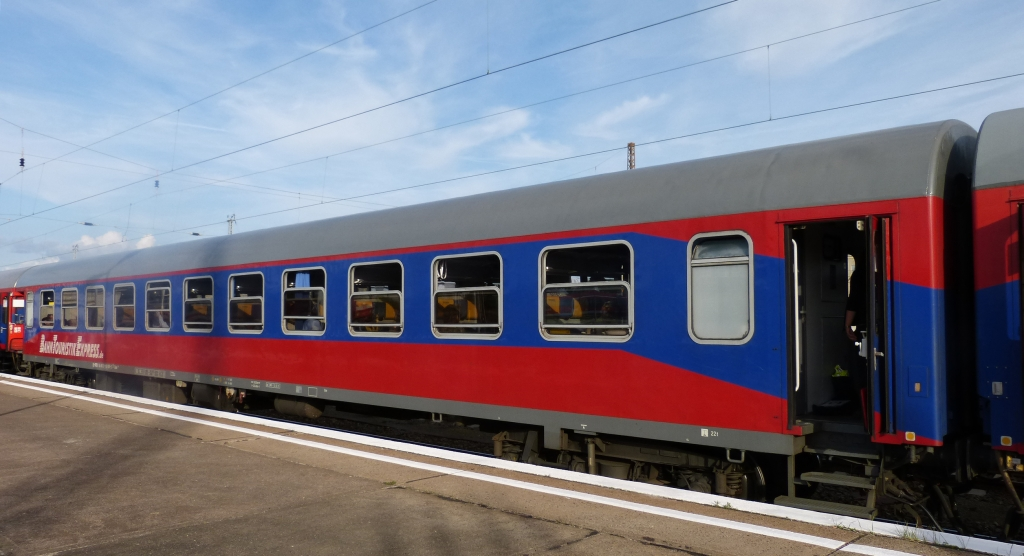
Wagen von BahnTouristikExpress, wie sie seit Dezember 2015 beim HKX zum Einsatz kommen

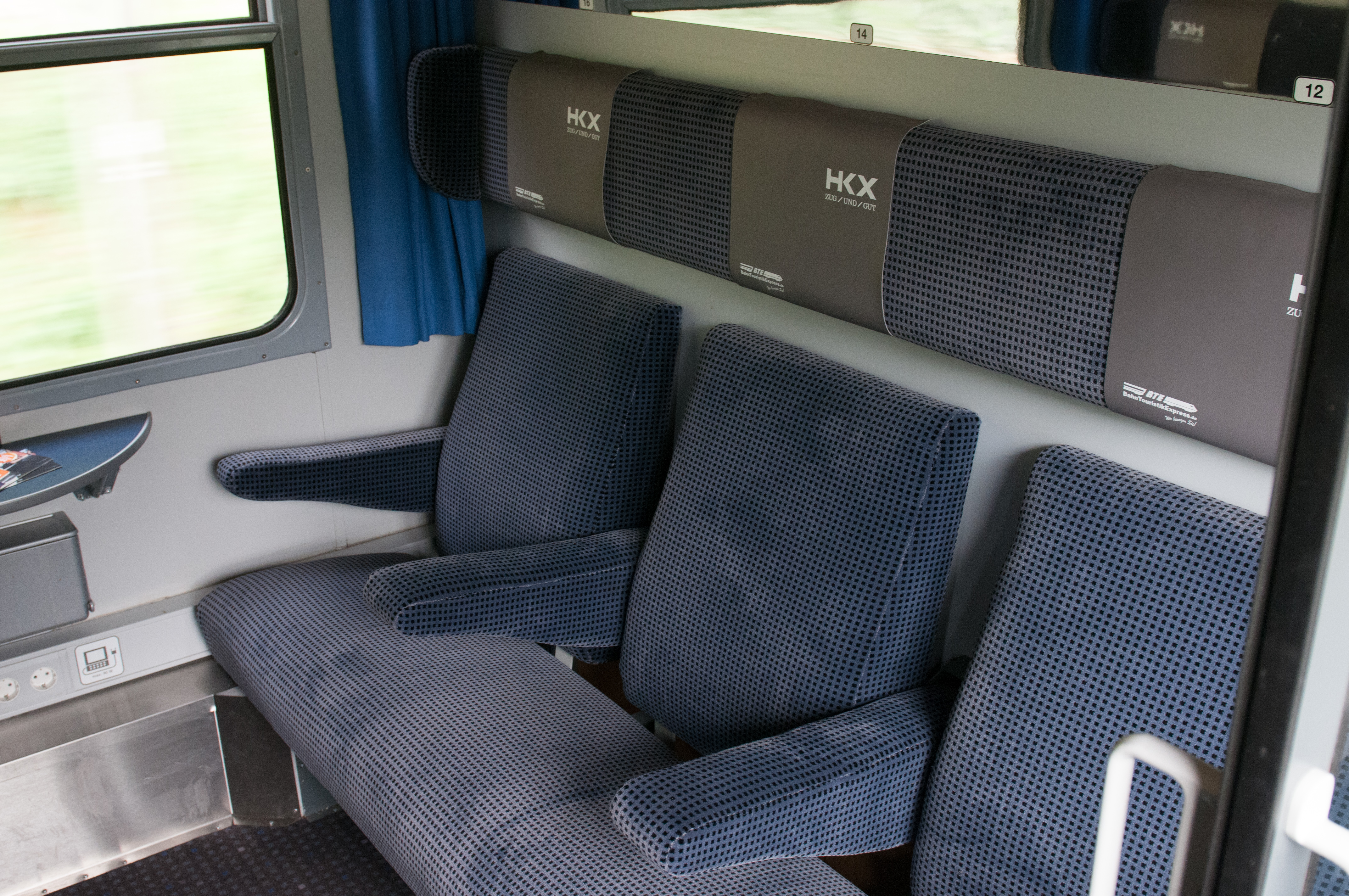
Blick in ein Abteil eines beim HKX eingesetzten Wagen (Bom^{024})

Mit dem Fahrplanjahr 2016 standen die Married-Pair-Wagen dem HKX nicht mehr zur Verfügung. Stattdessen kamen solche des neuen Partners BahnTouristikExpress zum Einsatz. Hierbei handelte es sich um bis zu 160 km/h schnelle UIC-Z-Abteilwagen (Bom), die in den 1980er Jahren für die Deutsche Reichsbahn gebaut wurden. Seit dem Winterfahrplan 2015/2016 verkehrte ein aus zehn Wagen bestehender Zug, gebildet aus Zweite-Klasse-Abteilwagen sowie einem Halbgepäckwagen (BDomsb) mit Erste-Klasse-Abteilen. Der Halbgepäckwagen ermöglichte die Beförderung von Rollstühlen und Fahrrädern, für beide war jedoch eine vorherige Anmeldung erforderlich. Daneben umfasste der Fuhrpark auch einen ehemaligen Interregio-Fahrradwagen (Bimdz), der neben offenen Sitzlandschaften und Abteilen auch über Fahrradstellplätze verfügte. Dieser wurde neben dem oder ersatzweise für den Halbgepäckwagen eingesetzt.
Bespannt wurden die HKX-Garnituren mit Lokomotiven des Typs Siemens ES64U2 (bei der Deutschen Bahn als Baureihe 182 eingestellt).

### HKX-eigene Züge
Neben den angemieteten Wagen verfügt der HKX beziehungsweise RDC Deutschland über eigene Zuggarnituren, die jedoch noch nie als HKX im Einsatz waren. Es handelt sich hierbei um Steuerwagen und Mittelwagen der Baureihe 4010 aus den 1960er Jahren, sie wurden 2009 von den Österreichischen Bundesbahnen (ÖBB) angekauft. Zuletzt Ende 2014 war verkündet worden, dass der Einsatz von zwei Garnituren zu je drei Wagen beim HKX geplant sei. Sie sollten geräumiger als vergleichbare Wagen der Deutschen Bahn sein und kostenlosen Internetzugang bieten.
Der Einsatz dieses Rollmaterials war ab Betriebsbeginn geplant: Drei HKX-Zuggarnituren, davon zwei für den planmäßigen Verkehr und eine als Reserve, sollten ursprünglich aus je einer Elektrolokomotive, vier Mittelwagen und zwei Endwagen (ehemalige Steuerwagen) gebildet werden. Diese 18 Wagen wären bis Betriebsstart im Schienenfahrzeugwerk H. Cegielski im polnischen Posen modernisiert worden. Aufgrund von Problemen wurde die Zusammenarbeit jedoch beendet. Im März 2013 wurde ein Vertrag für die Modernisierung von zunächst einer Sechs-Wagen-Garnitur mit der EuroMaint Rail Deutschland GmbH abgeschlossen. Diese erhielt im Spätsommer 2014 eine Zulassung des Eisenbahn-Bundesamts. Zu einem Einsatz dieser Wagen beim HKX kam es jedoch nie. 
Die Wagen der Baureihe 4010 wurden zwischenzeitlich aufgrund der fehlenden Zulassung verschrottet.

### Frühere Wageneinsätze

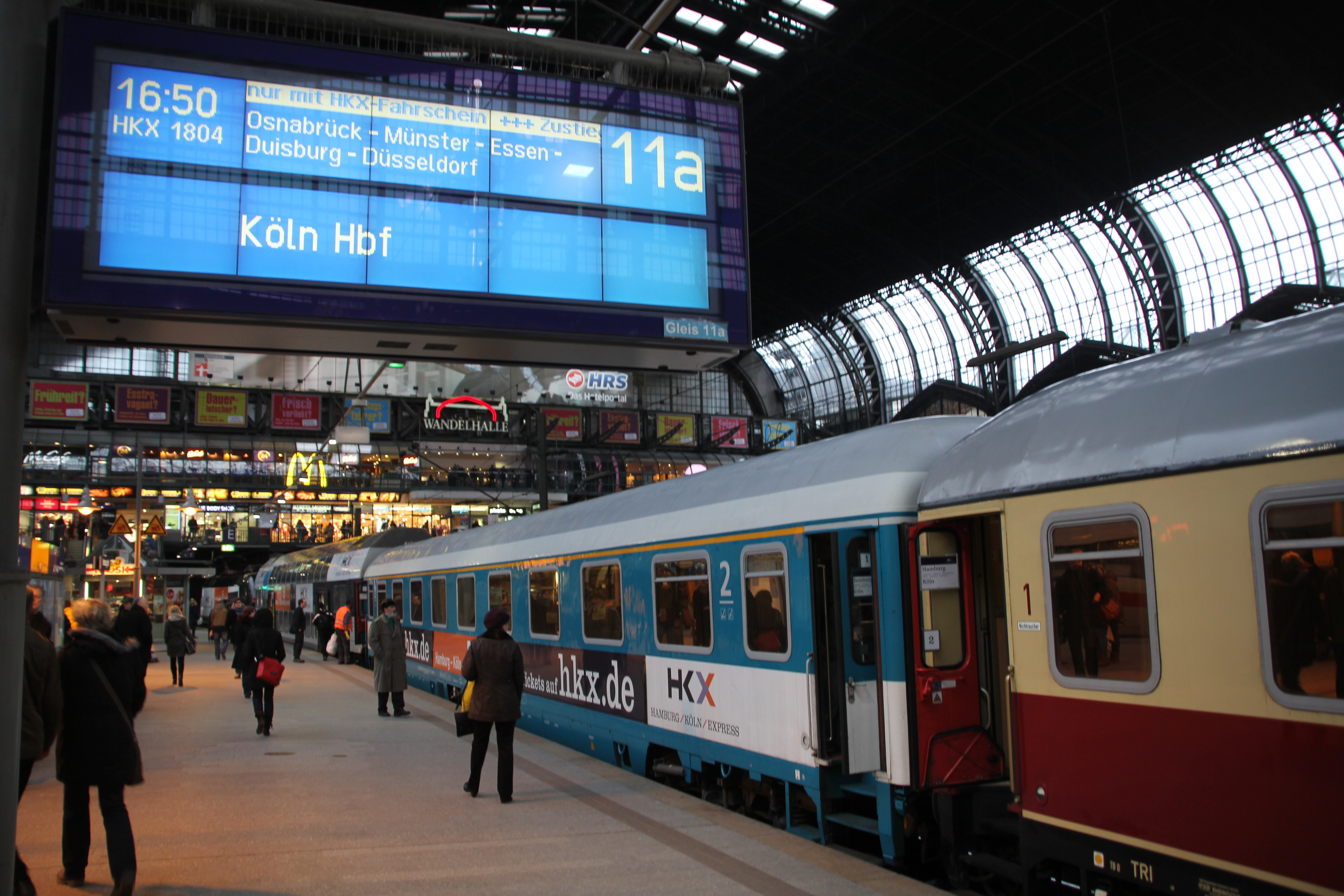
Doppelstockwagen und zwei Avmz^{111} im HKX im Februar 2013

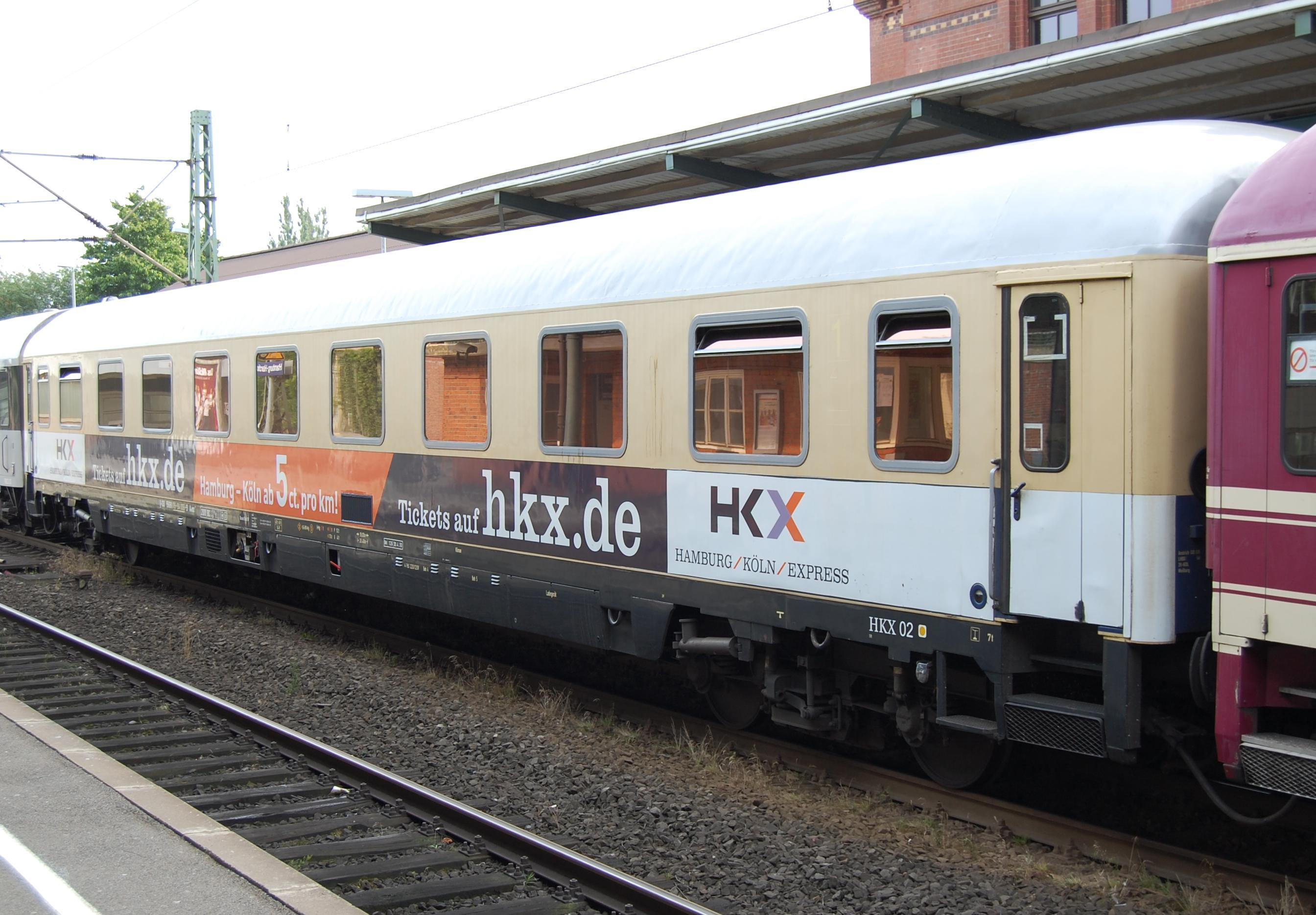
Avmz^{111} mit HKX-Werbung (Juli 2013)

In den ersten Jahren kam beim HKX eine bunte Mischung angemieteter Wagen verschiedener Unternehmen zum Einsatz; der Reisekomfort unterlag daher gewissen Schwankungen. Die Wagen waren unterschiedlich lackiert, viele trugen jedoch HKX-Werbung. Bei den Wagen handelte es sich lange Zeit fast ausschließlich um Seitengang-Abteilwagen. Es wurden unter anderem folgende Wagengattungen eingesetzt:
B (I6)
Im November 2013 wurden vom HKX Eurofima-Wagen der Belgischen Eisenbahnen angemietet. Hierbei handelt es sich um Zweite-Klasse-Abteilwagen mit 66 Sitzplätzen. Der Einsatz endete im Dezember 2014.
Am / ABm
Eingesetzt wurden Abteilwagen der Gattungen Am und ABm. Dabei handelte es sich um Erste-Klasse-Wagen bzw. gemischtklassige Wagen, die für die Deutsche Bundesbahn sowie für britische und amerikanische Truppen in Deutschland gebaut wurden. Die meisten dieser unklimatisierten Wagen hatten jeweils elf Abteile mit 66 Sitzplätzen.
Avmz
Bei der Gattung Avmz handelt es sich um in den 1960er Jahren von der Deutschen Bundesbahn für den Rheingold beziehungsweise den Rheinpfeil beschaffte Wagen, die ursprünglich der ersten Wagenklasse angehörten. Die Wagen umfassen je nach Ausstattung jeweils 50 oder 54 Sitzplätze, verteilt auf neun Sechser- bzw. Vierer-Abteile. Unter anderem verkehrte der erste überhaupt gebaute Wagen der Bauart Avmz111 beim HKX, bis zum Sommer 2013 erfolgte dessen Wiederaufarbeitung. Die Avmz-Wagen waren anfangs prägend für die Züge des HKX, wurden jedoch im Frühjahr 2014 an die Vermieter zurückgegeben.
Abteilwagen der NOB
Es wurden zudem Abteilwagen mit zehn Abteilen, die in den 1980er Jahren für die Deutsche Reichsbahn gebaut wurden und Großraum-Steuerwagen eingesetzt. Diese waren von der Nord-Ostsee-Bahn angemietet und sind im Gegensatz zu den übrigen Wagen nur für 140 km/h zugelassen.
Married-Pair-Wagen

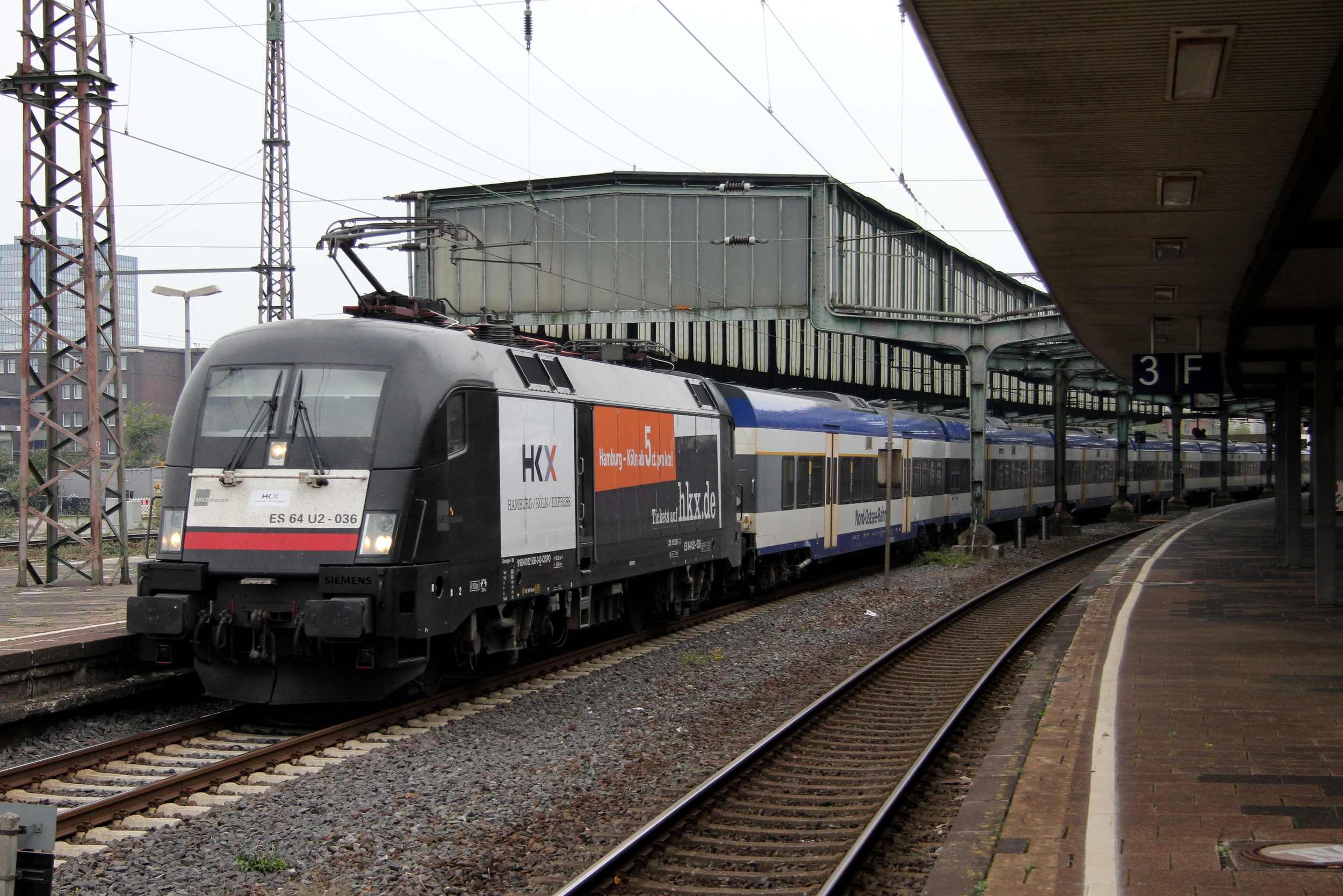
HKX 1802, gebildet aus Married-Pair-Wagen, im Duisburger Hauptbahnhof (September 2014)

Von 2012 bis zum Dezember 2015 wurden Züge des HKX aus sogenannten Married-Pair-Wagen gebildet, zum Ende dieser Phase hin wurden diese fast ausschließlich eingesetzt. Die Wagen stammten von der Transdev-Tochter Nord-Ostsee-Bahn. Diese Großraumwagen, darunter ein Steuerwagen, gehören dort überwiegend der zweiten Wagenklasse an. Sie können auch Rollstühle und Fahrräder befördern.
Wegen Fahrzeugmangels kam es in der Anfangszeit auch zu kurzfristig disponierten Einsätzen anderer Fahrzeuge, so im November und Dezember 2012 von Triebzügen der Baureihe 460 von trans regio. Zudem wurde zeitweise ein klimatisierter Doppelstockwagen eingesetzt.

## Eigentümer
Eigentümer der Hamburg-Köln-Express GmbH waren die Railroad Development Corporation Deutschland GmbH (RDCD), die HKX Beteiligungs GmbH & Co KG und Michael Schabas. 2018 übernahm RDC Deutschland die verbliebenen Anteile der Minderheitsgesellschafter. Im August 2023 wurde die Hamburg-Köln-Express GmbH auf die RDC Deutschland GmbH verschmolzen.